# Comitatul Kewaunee, Wisconsin
Comitatul Kewaunee este situat  în statul Wisconsin din Statele Unite. Sediul acestuia este Kewaunee. Conform recensământului din anul 2000, populația sa a fost 20.187 de locuitori.

## Demografie
|  | Graficele sunt indisponibile din cauza unor probleme tehnice. Mai multe informații se găsesc la Phabricator și la wiki-ul MediaWiki. |

Date: Wikidata - grafică realizată de Wikipedia